# Sidney D. Mitchell
Sidney D. Mitchell (* 15. Juni 1888 in Baltimore, Maryland; † 25. Februar 1942 in Los Angeles, Kalifornien) war ein US-amerikanischer Liedtexter und Komponist von Filmmusik, der zwei Mal für den Oscar für den besten Song nominiert war.

## Leben
Mitchell begann seine Laufbahn als Liedtexter und Filmkomponist in der Filmwirtschaft Hollywoods 1929 bei Filmen wie A Song of Kentucky, Words and Music und vor allem Fox Movietone Follies of 1929, für den er die Lieder „Walking With Susie“, „Why Can’t I Be Like You?“, „Legs“, „Breakaway“, „That’s You Baby“, „Look What You’ve Done To Me“, „Big City Blues“, „Pearl of Old Japan“ textete.
Bei der Oscarverleihung 1937 war Mitchell zusammen mit dem Texter und Komponisten Louis Alter für den Oscar für den besten Song nominiert, und zwar für „A Melody from the Sky“ aus dem Filmdrama Kampf in den Bergen (The Trail of the Lonesome Pine, 1936) von Henry Hathaway mit Fred MacMurray, Sylvia Sidney und Henry Fonda in den Hauptrollen.
Mitchells Lieder wie zum Beispiel „Sugar (That Sugar Baby O’ Mine)“ aus dem Jahr 1927 oder das 1936 entstandene „All My Life“ waren auch in zahlreichen nach seinem Tod entstandenen Filmen zu hören, wie zum Beispiel in Stardust Memories (1980), Gorillas im Nebel (Gorillas in the Mist: The Story of Dian Fossey, 1988), Alle sagen: I love you  (Originaltitel: Everyone Says I Love You, 1996) oder auch Capote (2005).

## Filmografie (Auswahl)
- 1929: Kampfhähne der Liebe (The Cock-Eyed World, Song „So Long“)
- 1929: Christina (Song „Christina“)
- 1933: Broadway Bad (Song „Forget the Past“)
- 1936: Follow Your Heart (Song „Follow Your Heart“)
- 1936: Der springende Punkt (Songs „It’s love I'm After“, „The Balboa“, „The Texas Tornado“, „You Do the Darndest Things, Baby“, „You’re Slightly Terrific“, „T.S.U. Alma Mater“)
- 1936: One in a Million (Songs „One in a Million“, „We’re Back in Circulation Again“, „Who’s Afraid of Love?“, „The Moonlit Waltz“, „Lovely Lady in White“)
- 1936: Unter zwei Flaggen (Under Two Flags, Song „One-Two-Three-Four-Hey!“)
- 1937: Der Liebesreporter (Love Is News, Titelsong „Love Is News“)
- 1937: Hoheit flirtet (Thin Ice, Songs „Over Night“, „My Secret Love Affair“, „My Swiss Hilly Billy“)
- 1937: Heidi (Song „In Our Little Wooden Shoes“)
- 1938: Chicago (In Old Chicago, Songs „I’ve Taken a Fancy to You“, „I’ll Never Let You Cry“, „Take a Dip in the Sea“, „Strolling with My Lady Love“)
- 1938: Shirley auf Welle 303 (Rebecca of Sunnybrook Farm, Songs „Happy Endings“, „Crackly Grain Flakes“, „Alone with You“, „The Toy Trumpet“, „Au Revoir“)